# 1. FC Kaiserslautern
El 1. FC Kaiserslautern (en alemán: 1. Fußball-Club Kaiserslautern e. V. y en español: Fútbol Club Kaiserslautern), en ocasiones abreviado como 1. FCK o FCK, es un club de fútbol de Alemania con sede en la ciudad de Kaiserslautern, en Renania-Palatinado. Actualmente se desempeña en la 2. Bundesliga, segunda división del fútbol alemán.
El 2 de junio de 1900, Germania 1896 y FG Kaiserslautern se fusionaron para crear el FC 1900. El club se unió al FC Palatia (fundado en 1901) y al FC Bavaria (fundado en 1902) para formar el FV 1900 Kaiserslautern. En 1929, se fusionaron con SV Phönix para convertirse en FV Phönix-Kaiserslautern antes de adoptar finalmente su nombre actual en 1933.
Como miembro fundador de la Bundesliga, FCK jugó de 1963 a 1996 ininterrumpidamente en la primera división. El club ha ganado cuatro campeonatos alemanes (Bundesliga), dos DFB-Pokal (Copa de Alemania), y una DFL-Supercup (Supercopa de Alemania). El FCK en competiciones continentales ha llegado a los cuartos de final de la Liga de Campeones de la UEFA en la temporada 1998-99 y también ha participado dos veces en las semifinales de la Liga Europa de la UEFA.
Desde 1920, el estadio de Kaiserslautern ha sido el Fritz-Walter-Stadion, llamado así por Fritz Walter, el capitán del equipo nacional de Alemania Occidental que ganó la copa del mundo en 1954. Walter pasó toda su carrera en Kaiserslautern.

## Historia
El 2 de junio de 1900, Germania 1896 y FG Kaiserslautern se fusionaron para crear el FC 1900. En 1909, el club se fusionó con el FC Palatia (fundada en 1901) y el FC Baviera (fundada en 1902) para formar FV 1900 Kaiserslautern. En 1929 se fusionó con SV Phönix a convertirse en FV Phönix-Kaiserslautern antes de finalmente tomar su nombre actual en el 1933.
El club ganó su primer título de liga en 1951. Su primer título de Copa de Alemania fue en la temporada 1989-90, donde superaron al Werder Bremen por 3-2 en la final. El equipo ganó la Bundesliga 1997-98 siendo un club que acaba de ascender la temporada pasada. Este logro es único en la historia de la Bundesliga.

### Primera era dorada (1989-1996)

#### Primer título de copa 1989-90
Su época dorada inició en el año de 1989 cuando el club demostró un gran nivel en la Copa de Alemania 1989-90 en la que superó la primera fase superó por 0-1 al Bayer 04 Leverkusen II un equipo filial de cuarta división, en la segunda ronda superó por 1-3 al 1. FSV Mainz 05 para acceder a octavos de final. En esa ronda eliminó en casa por 2-1 al Colonia. Con un fútbol muy destacable eliminó en cuartos de final al Fortuna Düsseldorf en casa por un marcador de 3-1. En semifinales venció al Kickers Offenbach de visita por 0-1. De esta forma llegó a una gran final contra el Werder Bremen en el Estadio Olímpico de Berlín en donde el club tuvo 30 minutos iniciales espectaculares en donde anotaron tres goles fantásticos convertidos por Bruno Labbadia que hizo un doblete y Stefan Kuntz que puso el 3-0. En el segundo tiempo el Werder Bremen acortó distancias a 3-2 al final el Kaiserslautern resistió y evitó el empate lo que provocó que el club obtenga su primera DFB-Pokal siendo su primer título profesional.
A pesar de sorprender en la DFB-Pokal, en la Bundesliga 1989-90 la historia fue otra en la que sorprendentemente terminó en la posición 12 con 31 puntos a 5 del descenso y 2 de la promoción.

#### 1991: El primer título de Bundesliga

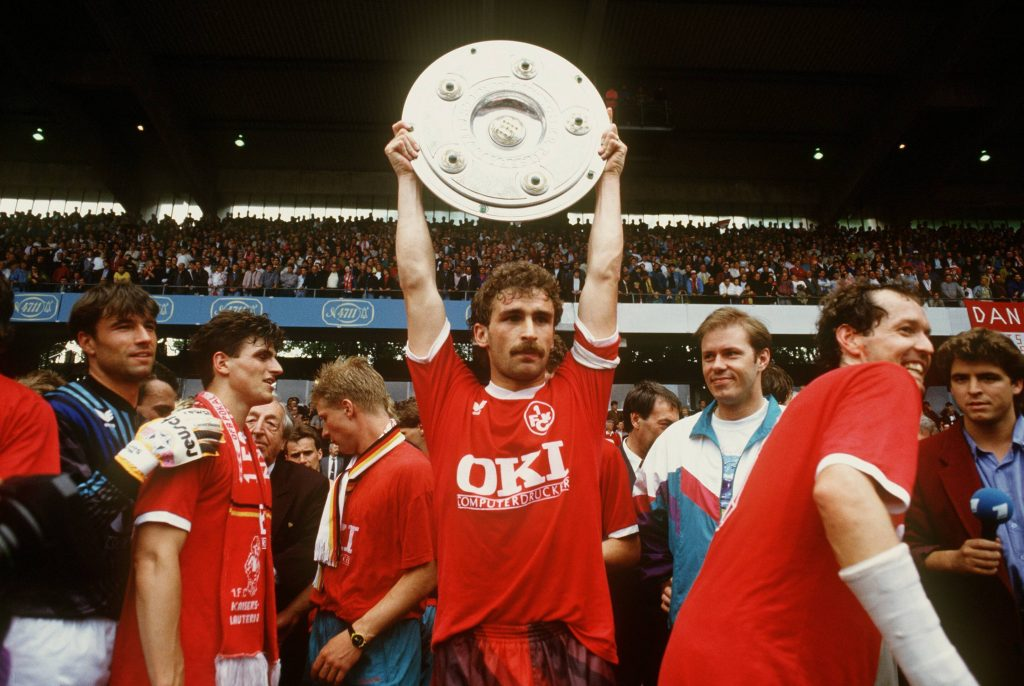
El capitán Stefan Kuntz celebra el título de Bundesliga conquistado en 1991.

El club inicio el año jugando la Supercopa de 1990 debido al título conseguido en la DFB-Pokal de la temporada anterior, fue derrotado por 4-1 por parte del Bayern Múnich, de esta manera los bávaros se llevaron este trofeo. Tras esto inicio una espectacular temporada 1990/91, donde el Kaiserslautern se consagró campeón al vencer como visitante por 6-2 a Colonia en la última fecha. Fue la primera vez en la historia que el club se coronaba en la Bundesliga, así como la tercera vez que lo hacía en la primera división del país.
Ese año el club quedó eliminado de la DFB-Pokal por parte del Colonia, club que lo venció de visita por 1-2. Además en la Recopa de Europa 1990-91 fue lamentablemente eliminado en los dieciseisavos de final frente a la Sampdoria por un global de 1-2 a favor de los italianos.

#### 1992: Supercopa y debut en la Copa de Europa
En la temporada siguiente el club inicio conquistando la Supercopa de 1991, que tuvo un formato especial ya que aparte del campeón de liga y copa participaron los campeones de la Alemania Oriental, debido a la reunificación alemana, el club se impuso a sus rivales y en la final superó al Werder Bremen para llevarse el título. En la Bundesliga 1991-92, el club tuvo una temporada muy regular al culminar en el quinto lugar con 44 puntos que le dio acceso a la Copa de la UEFA 1992-93. En la DFB-Pokal el Weder Bremen tomo venganza por la derrota en la Supercopa eliminando al club en cuartos de final. Pero aquella temporada quedó marcada por su primera participación en la Copa de Europa, el club superó la primera ronda al superar al Etar de Bulgaria por un global de 3-1. En los octavos de final se enfrentó al Barcelona en la ida fue derrotado por 2-0, aunque en el Estadio Fritz Walter ya en la vuelta en un estadio repleto de hinchas superaba a los cules ganando por 3-0 parecía que la gesta se había cumplido, pero Bakero jugador del Barcelona marcaría el 3-1 en el minuto 87' causando la clasificación del conjunto español debido a la regla del gol visitante a pesar del empate global de 3-3, de esta forma el club se despidió de su primera participación en la Copa de Europa eliminado por el club que terminaría siendo campeón de la competición.

#### 1993-1995: Temporadas destacables
En la temporada 1992/93 el club ocupó el octavo lugar de la Bundesliga con 35 puntos teniendo una temporada regular pero mala con relación a las dos anteriores. En la DFB-Pokal fue eliminado por parte del Bayer 04 Leverkusen en la segunda ronda por 1-0. En la Copa de la UEFA 1992-93 el equipo fue eliminado por el Ajax en los octavos de final con un global de 3-0.
A la siguiente temporada 1993/94 el club tuvo una excelente participación en la 1. Bundesliga 1993-94 donde llegó a la última jornada con la posibilidad de ser campeón pero con un punto debajo del Bayern Múnich con la esperanza de una derrota de los bávaros, algo que al final no sucedió ya que los de Múnich ganaron por 2-0 al Schalke 04, de esta forma el conjunto de los diablos rojos quedó subcampeón de liga. En la copa fueron eliminados en cuartos por el Werder Bremen en penales por 4-3 luego de un 2-2, tras la eliminación los Verdi-blancos conquistaron la DFB-Pokal.
En la temporada 1994/95 el equipo terminó en cuarto lugar de la Bundesliga con 46 puntos con 3 menos del campeón que fue el Borussia Dortmund. En la Copa fue eliminado en semifinales por el Borussia Mönchengladbach por 1-0, equipo que al final se proclamaría campeón. En la Copa de la UEFA 1994-95 fueron eliminados en dieciseisavos de final por el sorprendente Odense BK de Dinamarca gracias a la regla del gol visitante tras un 1-1 global.

### Descenso y Segunda era dorada (1996-2005)
La temporada 1995/96 quedó marcada por un nuevo título profesional al ganar la DFB Pokal al Karlsruher SC por 1-0 en el Olympiastadion de Berlín. Pero aquella victoria se agrió ya que el equipo había descendido a la 2. Bundesliga con un puesto 16 solo una semana antes de la final de la Copa, a pesar de que podía salvarse en la última jornada pero un empate lo condenó al descenso. En ese momento, Kaiserslautern era uno de los cuatro únicos de los 16 equipos originales que habían jugado en cada temporada de la Bundesliga desde su creación, sin haber descendido nunca. Este grupo también incluía a Eintracht Fráncfort (que cayó en la misma temporada), 1. FC Köln (cayó en 1998) y "el Dinosaurio", Hamburgo S.V., cuyo descenso se cumplió en 2018.
Los Red Devils regresaron con fuerza con un logro único en la historia de la Bundesliga, y muy raro en las principales ligas de fútbol europeas, al ganar el ascenso de la 2. Bundesliga en el primer intento en 1997 con la dirección de Otto Rehhagel, y sorpresivamente contra todo pronosticó el club se llevó la 1. Bundesliga 1997-98 en la penúltima jornada, con una goleada por 4-0 sobre Wolfsburgo, ampliando a cuatro puntos la ventaja que mantenía sobre Bayern Múnich, que igualó sin goles en la misma fecha ante Duisburgo.
En la temporada 1998/99 terminaron en quinto lugar de la Bundesliga sin posibilidad de ir a la Liga de Campeones 1999-00 debido a que el Borussia Dortmund tenía mejor gol diferencia. En la Copa fueron eliminados por el VfL Bochum en penales en la segunda ronda. En la Liga de Campeones 1998-99 se clasificó a la fase de grupos como campeón de Alemania, en el sorteo fue ubicado en el grupo F junto con Benfica, PSV Eindhoven y HJK Helsinki, a los que superó sin inconvenientes. Tras esa fase fantástica fueron eliminados en cuartos de final por su compatriota Bayern Múnich con un global de 6-0 club que ganó la Bundesliga de ese año y llegó a la final de Liga de Campeones 1998-99.
A la temporada 1999/00 el club volvió a ocupar la quinta plaza de la Bundesliga, quedando a tres puntos del 4.ºlugar que otorgaba cupo a la Liga de campeones. En la Copa de Alemania el club fue eliminado por el Werder Bremen en la tercera ronda por penales. En la Copa de la UEFA 1999-2000 el club superó a rivales como Kilmarnock y Tottenham Hotspur aunque el club terminó eliminado en dieciseisavos de final a manos del Lens por un global de 5-3.
A las siguientes temporadas el club empezó a vivir un declive de resultados que se empezaron a observar desde la temporada 2000-01 pues aquella temporada el club culminó en la posición 8, la peor desde su descenso. En la copa fueron eliminados por el Borussia Mönchengladbach en un histórico 5-1. Pero aquella temporada el club destacó en la Copa de la UEFA pues después de superar a rivales como: Bohemian, Iraklis de Tesalónica, Rangers, Slavia Praga y PSV Eindhoven fueron eliminados en una histórica semifinal contra el Deportivo Alavés en un aplastante 9-2 global.
Para la temporada 2001/02, el club terminó séptimo en la tabla final por lo que el se quedó una vez más fuera de las competiciones europeas esta vez por gol diferencia. En la Copa fueron eliminados en cuartos de final por el Bayern Múnich en la instancia de penales. Al siguiente curso el club sorprendió en la Copa de Alemania 2002-03 cuando llegó a una nueva final al mando de Eric Gerets para mala suerte del club fueron superados por un Bayern de Múnich en un 3-1 final. En la Bundesliga la cosa fue distinta pues el club quedó en la decimocuarta posición a 4 puntos del descenso.
Las cosas no mejoraron a la próxima temporada pues en la 1. Bundesliga 2003-04 el club culminó en la posición 15 a 4 puntos del descenso. Los problemas financieros del club se hicieron palpables cuando la Federación Alemana de Fútbol le descontó tres puntos al equipo. Después de un titubeante comienzo de temporada, Gerets fue despedido y reemplazado por Kurt Jara. Jara era impopular entre los fieles del FCK por su filosofía futbolística defensiva, pero con él al mando el club tuvo una temporada segura. Sin embargo, Jara renunció al cargo antes de que terminara la temporada, citando diferencias irreconciliables con la gerencia del club.

### Declive institucional (2005-presente)
Tras una temporada 2004/05 muy irregular el club culminó en la posición 12 con 42 puntos a 7 del descenso. En la Copa de Alemania de esa temporada fueron eliminados por el Schalke 04 en la segunda ronda por penales. A la siguiente temporada se confirmaba lo que ya se venía produciendo hace mucho tiempo los resultados negativos y la crisis financiera que atravesaba al club, confirmaron su segundo descenso en la historia en la 1. Bundesliga 2005-06 al terminar en la posición 16 con 33 puntos.

#### Segundo descenso a 2. Bundesliga (2006-2010)
Tras su segundo descenso el club, terminó la temporada 2006-07 en sexto lugar en la 2. Bundesliga, a siete puntos de los lugares de ascenso. El 20 de mayo de 2007, el club anunció al entrenador noruego Kjetil Rekdal, anteriormente con el equipo belga Lierse, como su nuevo entrenador. Rekdal tomó las riendas el 1 de julio pero debido a los muy malos resultados (el club ocupaba el puesto 16 en la clasificación con solo tres victorias en 19 juegos), Rekdal fue despedido y reemplazado por Milan Šašić en febrero de 2008. En abril de 2008, el club contrató a Stefan Kuntz como presidente, y con nuevo liderazgo al mando, lograron salvarse del descenso a la nueva 3. Liga con una victoria sobre el ya ascendido 1. FC Köln en el último día de la temporada 2007-08.
Šašić duró casi toda la temporada 2008-09, pero fue despedido el 4 de mayo de 2009 después de una racha de malos resultados en la segunda mitad de la temporada, y tres días después de una derrota por 1-5 ante el Hansa Rostock. Alois Schwartz fue nombrado entrenador interino y logró que el club terminara en séptimo lugar en la temporada. El club finalmente contrató a Marco Kurz como entrenador.
Con Kurz, el club aseguró el ascenso a la 1. Bundesliga, tras conquistar la 2. Bundesliga el 25 de abril de 2010 después de cuatro años en la segunda liga.

#### Regreso efímero a la 1. Bundesliga (2010-2012)
| Temporada | Posición | Pts. | PJ | Dif. |
| --------- | -------- | ---- | -- | ---- |
| 2010-11   | 7.º      | 46   | 34 | -3   |
| 2011-12   | 18.º     | 23   | 34 | -30  |

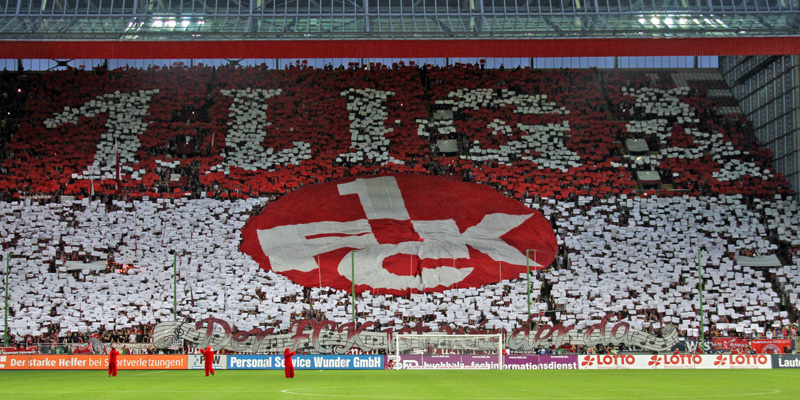
Fanes celebrando el ascenso del club justo antes del primer partido en casa de la Bundesliga en cuatro años, que se disputó contra el Bayern de Múnich.

Después del ascenso a la máxima categoría del futbol alemán en la temporada 2010/11, los red devils tuvieron que dejar ir a préstamo a los mejores jugadores de la temporada pasada, Sidney Sam y Georges Mandjeck, el goleador Erik Jendrišek también abandonó el club. No obstante, las salidas pudieron ser sustituidas en la medida de lo posible, por lo que el FCK llegaba al parón invernal con 21 puntos y un decimosegundo puesto en la tabla. En la primera fase tuvo partidos negativos con solo un punto en siete partidos, incluida una derrota por 0-5 en Dortmund. Los puntos positivos fueron una victoria por 2-0 contra el Bayern Múnich y una victoria por 5-0 contra el Schalke 04. Al comienzo de la segunda mitad de la temporada, el FCK entró en una pequeña crisis (ocho partidos sin ganar), lo que hizo que cayeran a zona de descenso. FCK todavía obtuvo 21 puntos en los últimos nueve partidos de la temporada, logró mantenerse arriba en la penúltima jornada (2-1 contra el VfL Wolfsburg) y finalmente terminó séptimo en la tabla final. El máximo goleador de Kaiserlautern fue Srđan Lakić, que anotó 16 goles.
La segunda temporada tras el ascenso estuvo marcada por problemas en la ofensiva en el terreno deportivo. Ninguno de los delanteros fichados, como Itay Shechter, Dorge Kouemaha, Richard Sukuta-Pasu y Sandro Wagner (fichado en invierno), pudo estar a la altura de las expectativas y sustituir a Lakić, que se había mudado al Wolfsburgo. Cuando no se pudo ganar ningún partido durante 16 jornadas seguidas durante el transcurso de la temporada y el equipo cayó al final de la tabla, el FCK despidió a Marco Kurz. El 22 de marzo de 2012, el club fichó a Krassimir Balakov del Hajduk Split como su nuevo entrenador. El número de partidos seguidos sin ganar aumentó a 21 y tras la jornada 32 el FCK fue el primer equipo que descendió en temporada 2011/12 a pesar de una victoria por 2-1 ante el Hertha Berlín.

#### Lucha para volver a la Bundesliga (2012-2015)
| Temporada | Posición | Pts. | PJ | Dif. |
| --------- | -------- | ---- | -- | ---- |
| 2012-13   | 3.º      | 58   | 34 | +22  |
| 2013-14   | 4.º      | 54   | 34 | +16  |
| 2014-15   | 4.º      | 56   | 34 | +14  |

El 18 de mayo de 2012, el 1. FC Kaiserslautern liberó a Balakov después de solo dos meses porque querían comenzar la segunda división sin trabas. Cinco días después, el ex profesional del FCK, Franco Foda, fue presentado como nuevo entrenador. El nuevo fichaje Albert Bunjaku, que formó un peligroso dúo de ataque con Mohammadou Idrissou, también recién fichado y que fue elegido como nuevo capitán. Ambos delanteros marcaron 30 goles juntos, más de la mitad de todos los goles de los Red Devils esa temporada. Al final de la temporada 2012/13, el equipo terminó en zona de promoción para el ascenso, pero perdió los dos partidos ante el TSG 1899 Hoffenheim, (1:3, 1:2) y por lo tanto permaneció en segunda categoría.
En la temporada 2013/14, Foda fue despedido en la jornada 5 el 24 de agosto tras una derrota por 4-0 en Aalen. El equipo estaba entonces en el cuarto lugar de la tabla. En su mandato de casi 14 meses, llegaron 23 nuevos jugadores. Foda fue el decimoquinto gerente en 13 años. Después de un interludio con Oliver Schäfer, Kosta Runjaic se convirtió en entrenador y el ascenso se emitió oficialmente como objetivo de la temporada. Sin embargo, el liderazgo logrado en noviembre de 2013 no pudo ser defendido. Al final, FCK terminó en cuarto lugar, seis puntos por detrás del tercero en la tabla. Lo más destacado de la temporada fue llegar a las semifinales de la DFB Pokal con una victoria de visita por (1-0) ante un club de la Bundesliga el Bayer 04 Leverkusen. En las semifinales, el FCK perdió 5-1 ante el eventual ganador de la copa, el Bayern Múnich.
En la temporada 2014/15, el equipo volvió a jugar por el ascenso y ocupó una plaza de ascenso durante casi toda la temporada. En la jornada 30, la ventaja sobre el tercer lugar era de cuatro puntos, pero con solo dos puntos en los últimos cuatro juegos, el club terminó en cuarto lugar.

#### Declive en 2. Bundesliga y catastrófico descenso a tercera división (2015-2018)
| Temporada | Posición | Pts. | PJ | Dif. |
| --------- | -------- | ---- | -- | ---- |
| 2015-16   | 10.º     | 45   | 34 | +2   |
| 2016-17   | 13.º     | 41   | 34 | -4   |
| 2017-18   | 18.º     | 35   | 34 | -13  |

En la temporada 2015/16, Kosta Runjaic renunció después de ocho partidos con un récord de nueve puntos. El sucesor fue el anterior entrenador del segundo equipo y de la academia juvenil, Konrad Fünfstück. FCK terminó la temporada en el décimo lugar de la tabla. Después de la temporada, Fünfstück fue despedido y el 15 de junio de 2016 Tayfun Korkut fue contratado como nuevo entrenador del club.
Bajo Korkut, FCK comenzó la temporada 2016/17 con una victoria en los primeros nueve juegos. Después de eso, el equipo ganó tres juegos seguidos antes de que el rendimiento cayera nuevamente antes de las vacaciones de invierno. El 27 de diciembre se conoció que Korkut ya había anunciado su retiro luego del último partido antes de las vacaciones de invierno. Norbert Meier fue contratado como su sucesor el 3 de enero de 2017. En la segunda mitad de la temporada, FCK nunca estuvo en una zona de ascenso, pero tampoco pudo separarse de los rangos inferiores. El equipo finalmente alcanzó el puesto 13, aunque todavía era posible descender al puesto 16 de descenso en la última jornada, lo que evidenció una temporada realmente alarmante.
FCK también comenzó la temporada 2017/18 por debajo de las expectativas. Meier fue liberado tras una derrota en la jornada 7. Su sucesor, Jeff Strasser, asumió el cargo el 27 de septiembre de 2017. Bajo Strasser, el equipo anotó 10 puntos en 10 juegos, pero no logró reducir la brecha de puntos a una zona de no descenso. Debido a problemas de salud, Strasser cedió el puesto de entrenador a Michael Frontzeck el 1 de febrero de 2018. En la jornada 32, el equipo fue el primero en descender a la tercera división en la temporada tras una derrota por 3-2 ante el Arminia Bielefeld. En la jornada 34 y última de juego, estaba en la última posición de la tabla con 35 puntos. De está forma un histórico del futbol alemán descendía por primera vez a la tercera división alemana.

#### Un club deportivamente y financieramente en crisis (2018-2022)
| Temporada | Posición | Pts. | PJ | Dif. |
| --------- | -------- | ---- | -- | ---- |
| 2018-19   | 9.º      | 51   | 38 | -2   |
| 2019-20   | 10.º     | 55   | 38 | +5   |
| 2020-21   | 14.º     | 43   | 38 | -5   |
| 2021-22   | 3º       | 63   | 38 | +29  |

El 5 de junio de 2018, el FCK, junto con el Eintracht Braunschweig, recibió un compromiso de donación solidaria de 600.000 euros para cada club en la temporada de segunda división 2018/19, independientemente la DFL, pagó 66 666 EUR en un bote para facilitar que los dos ex clubes de segunda división comenzaran de nuevo en la tercera división.
El 30 de noviembre de 2018, un día después de una derrota por 0:5 en SpVgg Unterhaching, el entrenador Michael Frontzeck fue despedido. Frontzeck tuvo 21 puntos en 17 partidos, su equipo terminó décimo (de 20 lugares) en la tabla. El equipo estaba a diez puntos de un puesto de ascenso, y a cuatro puntos de una zona de descenso. Le siguió el 6 de diciembre de 2018 Sascha Hildmann, nacido en Kaiserslautern y proveniente del SG Sonnenhof Großaspach. Con un promedio de puntos ligeramente mejor, FCK terminó noveno en la tabla.
En mayo de 2019, el agente inmobiliario de Luxemburgo Flavio Becca ofreció al FCK un préstamo de 2,6 millones de euros que aseguraría la licencia del club por un año más, pero también la renuncia de un miembro del consejo asesor. Poco antes de que acabara un ultimátum del potencial financiador, el presidente de la junta de vigilancia del club, Michael Littig, presentó un plan de financiación alternativo, que los comités del club aprobaron en el último segundo. La oferta de Flavio Becca ya no existió después de eso. Como la empresa de Stuttgart Quattrex y la empresa francesa Lagardère, FCK no quiso otorgar más préstamos en respuesta a esta oferta, la licencia del club para la próxima temporada 2019/20 estaba nuevamente en peligro. El miembro del consejo asesor, Littig, luego viajó a París sin mandato para negociar con Lagardère. Flavio Becca luego mejoró su oferta y la asociación anunció el 16 de mayo de 2019 que seguiría la recomendación de la dirección interina y aceptaría la oferta de cooperación a largo plazo con el empresario luxemburgués Flavio Becca.
En la temporada 2019-20, se volvía a jugar el derbi contra el Waldhof Mannheim tras 18 años con el ascenso de este último este partido tuvo una asistencia de 36.760 espectadores, el resultado fue 1:1. En la DFB-Pokal, el sorteo lo emparejo con su máximo rival de la región el Mainz 05 siendo un club de primera, al que derroto sorprendentemente por 2:0 de esta forma accedió a segunda ronda donde derrotaron al Núremberg en penales tras empatar 2:2, aunque finalmente serían derrotados por otro de sus rivales de la región el Saarbrücken en penales. Pero ya en la liga el conjunto tuvo un pésimo arranque pues y después de ser derrotados por 6:1 ante el SV Meppen, el club separó a Sascha Hildmann como entrenador el 15 de septiembre de 2019. El reemplazo fue Boris Schommers. Sin embargo, el club siguió totalmente mal sin conseguir el ascenso y culminando en la décima posición con 55 puntos. Esta temporada fue suspendida temporalmente por la Pandemia de COVID-19. El 15 de junio de 2020, 1. FC Kaiserslautern GmbH & Co. KGaA presentó una solicitud para abrir un procedimiento de insolvencia en régimen de autoadministración. Este abrió el 1 de septiembre de 2020 y cerró el 7 de diciembre de 2020.
Al curso siguiente varios de los mejores jugadores se fueron aunque llegaron algunos nuevos fichajes con el objetivo de esta vez lograr el ascenso a la 2. Bundesliga en la temporada 2020-21. Sin embargo después de perder los dos primeros partidos la directiva separó del cargo a Schommers en septiembre de 2020. Jeff Saibene sucedió a Schommers en octubre de 2020. Pero con el nuevo entrenador las cosas fueron peores incluso manteniéndose durante varias jornada en zona de descenso. Finalmente Saibene fue despedido y en su lugar llegó Marco Antwerpen. Con el nuevo entrenador en el banquillo el club finalizó en la posición 14 con 43 puntos a tan solo 2 puntos del descenso.
Para la temporada 2021-22 la directiva decidió invertir más en la compra de jugadores con relación a las temporadas anteriores, con el objetivo de conseguir el ascenso de una vez. Jugadores como: Terrence Boyd, Daniel Hanslik, Muhammed Kiprit, René Klingenburg, Julian Niehues, Boris Tomiak, Jean Zimmer, Mike Wunderlich y Lucas Röser; fueron adquiridos para mejorar el nivel ofensivo del club. La temporada no empezó de la mejor forma siendo eliminados de la primera ronda de la DFB-Pokal por 1:0 a manos del Borussia Mönchengladbach y alcanzando la zona de descenso en la jornada 3. Tras eso los resultados fueron regulares pero mucho mejores pues entre la jornada 4 y 15 alcanzó 6 victorias, 3 empates y 3 derrotas. Aunque fueron eliminados sorpresivamente de la Copa del Suroeste a manos del TuS Mechtersheim. El club se encontró en la mejor forma en años pues estuvo invicto durante 12 jornadas y estableciéndose en puestos de ascensos. El club llegó con la posibilidad de ascender pero fue derrotado en las tres últimas jornadas lo que lo condenó a que culmine en tercer lugar y se juegue su ascenso ante el Dinamo Dresde. A pesar de la buena campaña las directivas destituyeron a Marco Antwerpen por la mala racha final.
En reemplazo de Antwerpen llegó Dirk Schuster para afrontar la promoción. En el partido de ida se jugó en el Estadio Fritz Walter que culminó 0:0, tras esto la vuelta se jugó en la ciudad de Dresde, en el Stadion Dresden el partido terminó 0:2 a favor de los Red devils con goles de Terrence Boyd y Daniel Hanslik. Esto significo el regreso del Kaiserlautern a la 2. Bundesliga, tras 4 años en tercera división. El 31 de enero de 2024, siguiendo en 2.Bundesliga, vence al Hertha Berlin y consigue entrar en semifinales de Copa Alemana 10 años después.Posteriormente, el 2 de abril, venciendo al Saarbrucken por 0-2 consigue llegar a una nueva final enfrentándose al Bayern Leverkusen 21 años después.

## Uniforme
- Uniforme titular: camiseta, pantalón y medias rojas.
- Uniforme alternativo: camiseta, pantalón y medias negras.
- Tercer uniforme: camiseta, pantalón y medias blancas.

### Variaciones
| 1995-96 | 1996-97 | 1998-99 | 2002-03 | 2006-07 | 2007-08 | 2011-12 | 2012-13 | 2016-17 | 2017-18 | 2018-19 |
| 2019-20 | 2021-22 | 2022-23 |         |         |         |         |         |         |         |         |

## Estadio
El Fritz-Walter-Stadion debe su nombre a Fritz Walter, capitán de la selección de fútbol de Alemania Federal que se coronó como campeona de la Copa Mundial de Fútbol de 1954, jugada en Suiza. Fritz Walter jugó en el 1. FC Kaiserslautern a lo largo de su carrera.
El estadio se encuentra construido sobre el monte Betzenberg, por lo que recibe el sobrenombre de Betze. Fue inaugurado en 1920.

## Rivalidades
Uno de los máximos rivales es el Karlsruher SC, mientras que también con el Mainz 05 ha incrementado la rivalidad ya que en la actualidad es el club que en mejor momento de la región se encuentra. El club igual mantiene rivalidades con el Eintracht Fráncfort.
Otras rivalidades más débiles son con el FC Saarbrücken y con el Waldhof Mannheim.

## Entrenadores
Entrenadores del 1. FC Kaiserslautern.
- Hans Werner (1929)
- Otto Schwab (1929 – 1934)
- Karl Berndt (1934 – 1936)
- Alexander Thury (1936 – 1937)
- Max Eheberg (1937 – 1938)
- Karl Berndt (1938 – 1944)
- Fritz Walter (1945 – 1949)
- Kuno Krügel (1949 – 30 de junio de 1950)
- Richard Schneider (1 de julio de 1950 – 30 de junio de 1961)
- Günter Brocker (1 de julio de 1961 – 27 de febrero de 1965)
- Werner Liebrich (28 de febrero de 1965 – 30 de junio de 1965)
- Gyula Lóránt (1 de julio de 1965 – 30 de junio de 1967)
- Otto Knefler (1 de julio de 1967 – 4 de marzo de 1968)
- Egon Piechaczek (5 de marzo de 1968 – 6 de mayo de 1969)
- Dietrich Weise (7 de mayo de 1969 – 30 de junio de 1969)
- Gyula Lóránt (1 de julio de 1969 – 9 de marzo de 1971)
- Dietrich Weise (11 de marzo de 1971 – 30 de junio de 1973)
- Erich Ribbeck (1 de julio de 1973 – 30 de junio de 1978)
- Karl-Heinz Feldkamp (1 de julio de 1978 – 30 de junio de 1982)
- Rudolf Kröner (1 de julio de 1982 – 21 de marzo de 1983)
- Ernst Diehl (22 de marzo de 1983 – 30 de junio de 1983)
- Dietrich Weise (1 de julio de 1983 – 26 de octubre de 1983)
- Manfred Krafft (2 de noviembre de 1983 – 30 de junio de 1985)
- Hannes Bongartz (1 de julio de 1985 – 11 de noviembre de 1987)
- Josef Stabel (12 de noviembre de 1987 – 30 de junio de 1989)
- Gerd Roggensack (1 de julio de 1989 – 25 de febrero de 1990)
- Karl-Heinz Feldkamp (28 de febrero de 1990 – 17 de mayo de 1992)
- Rainer Zobel (1 de julio de 1992 – 7 de junio de 1993)
- Friedel Rausch (1 de julio de 1993 – 23 de marzo de 1996)
- Eckhard Krautzun (27 de marzo de 1996 – 19 de julio de 1996)
- Otto Rehhagel (19 de julio de 1996 – 1 de octubre de 2000)
- Andreas Brehme (2 de octubre de 2000 – 25 de agosto de 2002)
- Karl-Heinz Emig (26 de agosto de 2002 – 3 de septiembre de 2002)
- Eric Gerets (4 de septiembre de 2002 – 2 de febrero de 2004)
- Kurt Jara (3 de febrero de 2004 – 6 de abril de 2005)
- Hans Werner Moser (7 de abril de 2005 – 30 de junio de 2005)
- Michael Henke (1 de julio de 2005 – 19 de noviembre de 2005)
- Wolfgang Wolf (21 de noviembre de 2005 – 11 de abril de 2007)
- Wolfgang Funkel (11 de abril de 2007 – 27 de junio de 2007)
- Kjetil Rekdal (28 de junio de 2007 – 9 de febrero de 2008)
- Milan Šašić (13 de febrero de 2008 – 4 de mayo de 2009)
- Alois Schwartz (4 de mayo de 2009 – 17 de junio de 2009)
- Marco Kurz (18 de junio de 2009 – 20 de marzo de 2012)
- Krassimir Balakov (22 de marzo de 2012 – 18 de mayo de 2012)
- Franco Foda (1 de julio de 2012 – 29 de agosto de 2013)
- Oliver Schäfer (29 de agosto de 2013 – 16 de septiembre de 2013)
- Kosta Runjaić (16 de septiembre de 2013 – 23 de septiembre de 2015)
- Konrad Fünfstück (23 de septiembre de 2015 – 20 de mayo de 2016)
- Tayfun Korkut (15 de junio de 2016 – 27 de diciembre de 2016)
- Norbert Meier (3 de enero de 2017 – 20 de septiembre de 2017)
- Jeff Strasser (27 de septiembre de 2017 – 24 de enero de 2018)
- Michael Frontzeck (1 de febrero de 2018 – 1 de diciembre de 2018)
- Sascha Hildmann (6 de diciembre de 2018 – 16 de septiembre de 2019)
- Boris Schommers (19 de septiembre de 2019 – 1 de octubre de 2020)
- Jeff Saibene (2 de octubre de 2020 – 30 de enero de 2021)
- Marco Antwerpen (1 de febrero de 2021 – 10 de mayo de 2022)
- Dirk Schuster (11 de mayo de 2022 – 30 de noviembre de 2023)
- Dimitrios Grammozis (3 de diciembre de 2023 – 13 de febrero de 2024)
- Friedhelm Funkel (14 de febrero de 2024 – 20 de mayo de 2024)
- Markus Anfang (29 de mayo de 2024 – 22 de abril de 2025)
- Torsten Lieberknecht (22 de abril de 2025 – )

## Datos del club
- Puesto histórico: 11.º[17]
- Temporadas en Bundesliga: 44.
- Mejor puesto en la liga: 1.º (2 veces).
- Peor puesto en la liga: 18.º (1 vez).
- Mayor número de puntos en una temporada: 68 (1997-98).
- Mayor número de goles en una temporada: 80 (1973-74).
- Mayor victoria: Kaiserlautern 7:0 Karlsruher SC(1982-83).[18]
- Mayor derrota: Borussia Mönchengladbach 7:0 Kaiserlautern (1984-85).
- Jugador con más partidos disputados: Werner Melzer (445 partidos oficiales).
- Jugador con más goles: Klaus Toppmöller (134 goles en competiciones oficiales).
- Equipo filial: 1. FC Kaiserslautern II.
- Socios: 17 005 (2021).
- Asistencia media: 13 184 (2019-20).[19]

### Evolución histórica en Bundesliga
La Regionalliga Südwest fue la 2.ª categoría del fútbol alemán de 1963-1974. De 1973 a 2008 fue la tercera categoría del fútbol alemán por la creación de la 2. Bundesliga y desde 2008 pasó a ser la 4.ª categoría del fútbol alemán por la creación de la 3. Liga.

## Palmarés
| Torneos nacionales                             | Títulos                | Subcampeonatos                     |
| ---------------------------------------------- | ---------------------- | ---------------------------------- |
| Campeonato alemán de fútbol/'Bundesliga' (4/4) | 1951, 1953, 1991, 1998 | 1948, 1954, 1955, 1994             |
| Copa de Alemania (2/8)                         | 1990 y 1996            | 1961, 1972, 1976, 1981, 2003, 2024 |
| Supercopa de Alemania (1)                      | 1991                   |                                    |
| 2. Bundesliga (2)                              | 1997 y 2010            |                                    |

| Torneos regionales                 | Títulos                                                                |
| ---------------------------------- | ---------------------------------------------------------------------- |
| Liga del Suroeste de Alemania (12) | 1909, 1947, 1948, 1949, 1950, 1951, 1953, 1954, 1955, 1956, 1957, 1963 |
| Copa del Suroeste de Alemania (3)  | 1942, 2019 y 2020                                                      |
| Campeonato de Zona francesa (4)    | 1947, 1948, 1949, 1950                                                 |

| Torneos internacionales         | Títulos    |
| ------------------------------- | ---------- |
| Copa Intertoto de la UEFA (2/0) | 1975, 1988 |

## Participación en competiciones europeas
| Temporada | Competición                | Ronda    | Club                     | Cómputo global | Ida     | Vuelta     |
| --------- | -------------------------- | -------- | ------------------------ | -------------- | ------- | ---------- |
| 1962/63   | International Football Cup | Grupo B1 | AFC Ajax                 | 4-11           | 0-6 (F) | 4-5 (C)    |
| 1962/63   | International Football Cup | Grupo B1 | AS Nancy                 | 1-6            | 0-3 (C) | 1-3 (F)    |
| 1962/63   | International Football Cup | Grupo B1 | Banyasz Tatabánya        | 4-8            | 2-2 (C) | 2-6 (F)    |
| 1972/73   | UEFA Cup                   | 1R       | Stoke City FC            | 5-3            | 1-3 (F) | 4-0 (C)    |
| 1972/73   | UEFA Cup                   | 2R       | GD Barreiro              | 3-2            | 3-1 (F) | 0-1 (C)    |
| 1972/73   | UEFA Cup                   | 1/8      | Ararat Erevan            | 2-2 {5-4 ns)   | 0-2 (F) | 2-0 nv (C) |
| 1972/73   | UEFA Cup                   | 1/4      | Borussia Mönchengladbach | 2-9            | 1-2 (C) | 1-7 (F)    |
| 1976/77   | UEFA Cup                   | 1R       | Enosis Neon Paralimni    | 11-1           | 3-1 (F) | 8-0 (C)    |
| 1976/77   | UEFA Cup                   | 2R       | Feyenoord                | 2-7            | 2-2 (C) | 0-5 (F)    |
| 1979/80   | UEFA Cup                   | 1R       | FC Zürich                | 8-2            | 3-1 (F) | 5-1 (C)    |
| 1979/80   | UEFA Cup                   | 2R       | Sporting Lisboa          | 3-1            | 1-1 (F) | 2-0 (C)    |
| 1979/80   | UEFA Cup                   | 1/8      | Diósgyőri VTK            | 8-1            | 2-0 (F) | 6-1 (C)    |
| 1979/80   | UEFA Cup                   | 1/4      | FC Bayern München        | 2-4            | 1-0 (C) | 1-4 (F)    |
| 1980/81   | UEFA Cup                   | 1R       | RSC Anderlecht           | 3-3 u          | 1-0 (C) | 2-3 (F)    |
| 1980/81   | UEFA Cup                   | 2R       | Standard Lieja           | 2-4            | 1-2 (C) | 1-2 (F)    |
| 1981/82   | UEFA Cup                   | 1R       | Akademik Sofia           | 3-1            | 1-0 (C) | 2-1 (F)    |
| 1981/82   | UEFA Cup                   | 2R       | Spartak Moscú            | 5-2            | 1-2 (F) | 4-0 (C)    |
| 1981/82   | UEFA Cup                   | 1/8      | KSC Lokeren              | 4-2            | 0-1 (F) | 4-1 (C)    |
| 1981/82   | UEFA Cup                   | 1/4      | Real Madrid              | 6-3            | 1-3 (F) | 5-0 (C)    |
| 1981/82   | UEFA Cup                   | 1/2      | IFK Göteborg             | 2-3            | 1-1 (C) | 1-2 nv (F) |
| 1982/83   | UEFA Cup                   | 1R       | Trabzonspor              | 6-0            | 3-0 (C) | 3-0 (F)    |
| 1982/83   | UEFA Cup                   | 2R       | SSC Napoli               | 4-1            | 2-1 (F) | 2-0 (C)    |
| 1982/83   | UEFA Cup                   | 1/8      | Sevilla FC               | 4-1            | 0-1 (F) | 4-0 (C)    |
| 1982/83   | UEFA Cup                   | 1/4      | CS Universitatea Craiova | 3-3 u          | 3-2 (C) | 0-1 (F)    |
| 1983/84   | UEFA Cup                   | 1R       | Watford FC               | 3-4            | 3-1 (C) | 0-3 (F)    |
| 1990/91   | Recopa de Europa           | 1R       | UC Sampdoria             | 1-2            | 1-0 (C) | 0-2 (F)    |
| 1991/92   | Copa de Europa             | 1R       | Etar Veliko Tarnovo      | 3-1            | 2-0 (C) | 1-1 (F)    |
| 1991/92   | Copa de Europa             | 2R       | FC Barcelona             | 3-3 u          | 0-2 (F) | 3-1 (C)    |
| 1992/93   | UEFA Cup                   | 1R       | Fram Reykjavík           | 7-0            | 3-0 (F) | 4-0 (C)    |
| 1992/93   | UEFA Cup                   | 2R       | Sheffield Wednesday FC   | 5-3            | 3-1 (C) | 2-2 (F)    |
| 1992/93   | UEFA Cup                   | 1/8      | AFC Ajax                 | 0-3            | 0-2 (F) | 0-1 (C)    |
| 1994/95   | UEFA Cup                   | 1R       | ÍA Akranes               | 8-1            | 4-0 (F) | 4-1 (C)    |
| 1994/95   | UEFA Cup                   | 2R       | Odense BK                | 1-1 u          | 1-1 (C) | 0-0 (F)    |
| 1995/96   | UEFA Cup                   | 1R       | Slovan Bratislava        | 4-2            | 1-2 (F) | 3-0 (C)    |
| 1995/96   | UEFA Cup                   | 2R       | Real Betis               | 1-4            | 1-3 (C) | 0-1 (F)    |
| 1996/97   | Recopa de Europa           | 1R       | Estrella Roja            | 1-4            | 1-0 (C) | 0-4 nv (F) |
| 1998/99   | Champions League           | Grupo F  | SL Benfica               | 2-2            | 1-0 (C) | 1-2 (F)    |
| 1998/99   | Champions League           | Grupo F  | HJK Helsinki             | 5-2            | 0-0 (F) | 5-2 (C)    |
| 1998/99   | Champions League           | Grupo F  | PSV Eindhoven            | 5-2            | 2-1 (F) | 3-1 (C)    |
| 1998/99   | Champions League           | 1/4      | FC Bayern München        | 0-6            | 0-2 (F) | 0-4 (C)    |
| 1999/00   | UEFA Cup                   | 1R       | Kilmarnock FC            | 5-0            | 3-0 (C) | 2-0 (F)    |
| 1999/00   | UEFA Cup                   | 2R       | Tottenham Hotspur FC     | 2-1            | 0-1 (F) | 2-0 (C)    |
| 1999/00   | UEFA Cup                   | 3R       | RC Lens                  | 3-5            | 2-1 (F) | 1-4 (C)    |
| 2000/01   | UEFA Cup                   | 1R       | Bohemian FC              | 3-2            | 3-1 (F) | 0-1 (C)    |
| 2000/01   | UEFA Cup                   | 2R       | Iraklis Salónica         | 5-4            | 3-1 (F) | 2-3 (C)    |
| 2000/01   | UEFA Cup                   | 3R       | Rangers FC               | 3-1            | 0-1 (F) | 3-0 (C)    |
| 2000/01   | UEFA Cup                   | 1/8      | Slavia Praga             | 1-0            | 0-0 (F) | 1-0 (C)    |
| 2000/01   | UEFA Cup                   | 1/4      | PSV Eindhoven            | 2-0            | 1-0 (C) | 1-0 (F)    |
| 2000/01   | UEFA Cup                   | 1/2      | Deportivo Alavés         | 2-9            | 1-5 (F) | 1-4 (C)    |
| 2002      | Intertoto Cup              | 3R       | FK Teplice               | 2-5            | 2-1 (C) | 0-4 (F)    |
| 2003/04   | UEFA Cup                   | 1R       | FK Teplice               | 1-3            | 1-2 (C) | 0-1 (F)    |

## Jugadores con más partidos en la historia del club
|    | Jugador          | País     | Partidos |
| -- | ---------------- | -------- | -------- |
| 1  | Werner Melzer    | Alemania | 396      |
| 2  | Fritz Walter     | Alemania | 384      |
| 3  | Axel Roos        | Alemania | 376      |
| 5  | Werner Liebrich  | Alemania | 355      |
| 5  | Dietmar Schwager | Alemania | 346      |
| 6  | Ernst Diehl      | Alemania | 339      |
| 7  | Gerry Ehrmann    | Alemania | 335      |
| 8  | Josef Pirrung †  | Alemania | 326      |
| 9  | Rainer Geye †    | Alemania | 307      |
| 10 | Andreas Brehme   | Alemania | 297      |
| 11 | Ronnie Hellström | Suecia   | 281      |